# کارمن دو پاتاگونس
کارمن دو پاتاگونس (به اسپانیایی: Carmen de Patagones) یک منطقهٔ مسکونی در آرژانتین است که در بخش پاتاگونس واقع شده‌است. کارمن دو پاتاگونس ۲۰٬۵۳۳ نفر جمعیت دارد و ۱۵ متر بالاتر از سطح دریا واقع شده‌است.